# Chelsey Reist

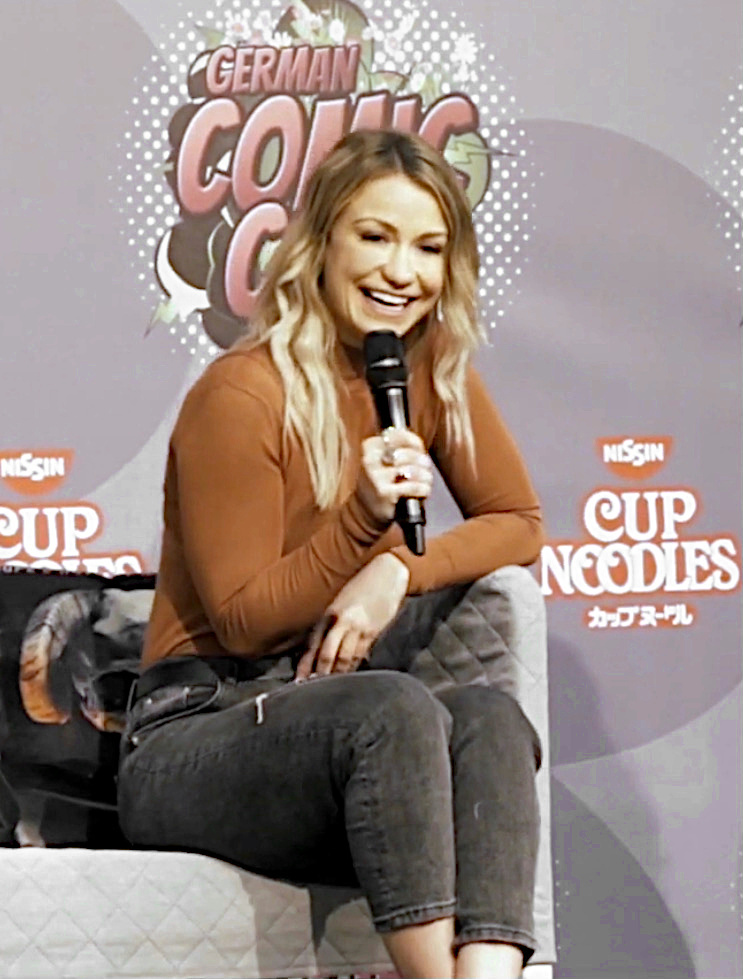
Chelsey Reist, 2020

Chelsey Marie Reist (* 4. Januar 1987 in Edmonton) ist eine kanadische Schauspielerin. Von 2014 bis 2018 verkörperte sie die Rolle der Harper McIntyre in der Serie The 100.

## Filmografie (Auswahl)
- 2012: Eine Braut zu Weihnachten (A Bride for Christmas)
- 2013: Zwölf Runden 2 – Reloaded (12 Rounds 2: Reloaded)
- 2014–2018: The 100 (Fernsehserie, 41 Folgen)
- 2014: When Sparks Fly
- 2014: Sole Custody
- 2015: Cedar Cove – Das Gesetz des Herzens (Fernsehserie, Folge 3x10)
- 2015: Garage Sale Mystery: The Wedding Dress
- 2015: Wedding Planner Mystery
- 2016–2018: Noches Con Platanito (Fernsehserie, 2 Folgen)
- 2016: Dark Harvest
- 2016: Christmas Cookies (Fernsehfilm)
- 2017: Limina (Kurzfilm)
- 2017: Supernatural (Fernsehserie, Folge 13x03)
- 2018–2021: NarcoLeap (Fernsehserie, 14 Folgen)
- 2018: Van Helsing (Fernsehserie, Folge 3x11)
- 2019: Benchwarmers 2: Breaking Balls
- 2020: Murphy’s Law
- 2020: The Christmas Ring (Fernsehfilm)
- 2020: Flimsy (Fernsehserie, 13 Folgen)
- 2021: My Husband’s Killer Girlfriend (Fernsehfilm)
- 2021: Wedding March 6 – Sealed with a Kiss (Fernsehfilm)
- 2022: Planning for Joy (Fernsehfilm)
- 2023: Twilight’s Child (Fernsehfilm)
- 2023: Midnight Whispers (Fernsehfilm)